# Batizovce
Batizovce (em húngaro: Batizfalva; alemão: Botzdorf) é um município da Eslováquia, situado no distrito de Poprad, na região de Prešov. Tem 14,35 km² de área e sua população em 2018 foi estimada em 2.452 habitantes.

## Demografia
| Ano:        | 1994 | 2004    | 2014 | 2024    |
| ----------- | ---- | ------- | ---- | ------- |
| Broj ljudi: | 1846 | 2130    | 2343 | 2587    |
| Razlika:    |      | +15,38% | +10% | +10,41% |

| Ano:               | 2023 | 2024   |
| ------------------ | ---- | ------ |
| Número de pessoas: | 2568 | 2587   |
| Diferença:         |      | +0,73% |